# مارك شتال
مارك شتال (بالإنجليزية: Mark Stahl)‏ (28 أغسطس 1953 في الولايات المتحدة - ) هو لاعب كرة قدم أمريكي في مركز الدفاع. لعب مع Houston Summit ‏ وهيوستن هوريكاينز ‏ وTeam Hawaii ‏ وبيتسبرغ سبيريت ‏ وسان أنطونيو ثاندر.